# Nerea Garmendia
Nerea Garmendia Martínez (Beasáin, Guipúzcoa, 29 de octubre de 1979) es una actriz cómica y presentadora de televisión española que ha desarrollado su carrera en teatro y televisión.

## Biografía
Nacida en el pueblo guipuzcoano de Beasáin, tuvo claro desde siempre que quería ser actriz y a los dieciséis años se decidió a contárselo a sus padres y ponerse manos a la obra.
Estudió en el colegio La Salle, muy conocido en el País Vasco y donde fue una niña rodeada de chicos.[cita requerida] A los diez años se trasladó a San Sebastián donde vivió hasta que se fue a vivir a Madrid para estudiar en la escuela de Arte Dramático Cristina Rota y en La Barraca de Alicia Hermida.
Nerea comenzó a hacerse famosa entre el público vasco con el programa de ETB2 Vaya Semanita donde era una de las protagonistas. El espacio estaba presentado por Óscar Terol y tuvo tal fama, que TVE1 decidió lanzarlos a nivel estatal con Made In China. El programa mantuvo a todos sus actores, incluida la propia Nerea, pero no tuvo mucho éxito y pronto fue retirado de la parrilla.
Antes colaboró en otros programas de televisión como El Rey de la casa (TV Valenciana) y Easy Peasy (en la autonómica vasca ETB), en la serie Hasiberriak (ETB1) y La noche... con Fuentes y Cía (Tele 5). También presentó el programa diario en directo KTM y fue la loca camarera de Sara Montiel en Marvellous la campaña internacional de los European Music Awards de MTV y en varios cortos, entre ellos Portal mortal.
Pero la mayoría del público español[cita requerida] la recuerda por interpretar el papel de Ruth, la psicóloga de la comisaría de San Antonio en la serie de televisión Los hombres de Paco. Nerea entró en la serie en el año 2006 y terminó con su personaje en julio de 2007, tras descubrirse que su personaje era el malvado topo de la citada comisaría y mala de la temporada. Se mantuvo en la serie 3 temporadas. Durante esa época compaginó su trabajo en la serie con su debut sobre las tablas del teatro con la obra Nunca es fácil donde compartió protagonismo con Nancho Novo (2006-2007), la obra se estrenó en el teatro Príncipe de Gran Vía de Madrid y se representó durante un año.
En 2007-08 tuvo la oportunidad de colaborar en dos proyectos cinematográficos, L.A.: Fear (EE. UU.) y Welcome Papra (coproducción de EE. UU. y Armenia).[cita requerida]
En el año 2009 trabajó como la Presentadora 3.0, de aspecto futurista, para la programación de la cadena Antena3 que compaginaba con su papel de Silvia Comas en la serie de Antena3 90-60-90, diario secreto de una adolescente donde formó un triángulo amoroso junto a Jesús Olmedo y Esmeralda Moya.
En el 2010 viajó a Colombia para grabar La Reina del Sur una coproducción de Antena 3 y Telemundo que tuvo un grandísimo éxito en EE. UU., México y Sudamérica. A su vuelta retomó el teatro con 19:30 una obra sobre la corrupción política con la que estuvo de gira durante un año (2010-2011) donde compartió escenario con compañeros como: Fernando Cayo, Ana Wagener, Roberto Enríquez, Adolfo Fernández, Sonia Almarcha y Antonio Molero.
En el 2011 participó en la sitcom Los Quién (Antena 3). En 2012 se estrenó como monologuista en Gente Seria (ETB). También en este año hizo un cameo en la serie de Antena3 Fenómenos.
En el 2013 participó en el programa de Antena 3, Splash! Famosos al agua. Quedó semifinalista, 8ª de 28 concursantes que participaron. Fue la primera mujer en lanzarse desde los 10 metros, la única concursante en lanzarse desde los 10 metros en todos sus saltos tanto individuales como sincronizados y quedó en primer lugar en las dos de las tres galas eliminatorias en las que concursó. Ese mismo año volvió a subirse al escenario con la comedia Tres de Juan Carlos Rubio, junto a Vanesa Romero.
Ese mismo año también participó en el videoclip de la canción «Huelo el miedo» de la banda de Power metal Warcry.
En marzo de 2015, comenzó a presentar en el prime time de La 1 el programa de variedades La Alfombra Roja Palace junto a Jota Abril y Berta Collado. Como ella misma argumentó posteriormente, abandonó el show para centrarse en otros proyectos. Así pues, Garmendia solamente presentó una gala del programa de televisión española.
En mayo de 2015 se sube al escenario del Teatro Alfil para dar vida a Ajo, de la comedia romántica Te elegiría otra vez, escrita y dirigida por Sara Escudero. Ese mismo año también estrena la obra de teatro Espacio del director David Marqués.
En septiembre de 2016 se anuncia que se incorpora al rodaje de la tercera temporada de la serie de Antena 3 Allí Abajo. Fue portada de la revista Primera Línea en abril de 2017.
En febrero de 2021 lanza junto a Víctor Amilibia un nuevo espectáculo de humor titulado Vaya Pack de Vascos en formato de monólogo.

## Filmografía

### Cortos
| Películas | Películas          | Películas                           | Películas    |
| Año       | Título             | Personaje                           | Notas        |
| --------- | ------------------ | ----------------------------------- | ------------ |
| 2007      | La mosquita muerta | Alicia                              | Cortometraje |
| 2012      | Sssh!              | Agente Jefa                         | Cortometraje |
| 2012      | Revenge            | Miriam                              | Cortometraje |
| 2013      | 6xpersona          | Laura                               | Cortometraje |
| 2023      | Mesa para tres.    | Candidato a los Goya y a los Forqué | Cortometraje |

### Series de televisión
| Series de televisión | Series de televisión                        | Series de televisión | Series de televisión    | Series de televisión |
| Año                  | Título                                      | Cadena               | Personaje               | Notas                |
| -------------------- | ------------------------------------------- | -------------------- | ----------------------- | -------------------- |
| 2000                 | Hasiberriak                                 | ETB1                 | Maite                   | 30 episodios         |
| 2003-2005 2024-¿?    | Vaya semanita                               | ETB2                 | Varios personajes       | 83 episodios         |
| 2006-2008            | Los hombres de Paco                         | Antena 3             | Ruth Montalbán          | 40 episodios         |
| 2008                 | Maitena: Estados alterados                  | laSexta              | Nuria                   | 1 episodio           |
| 2009                 | ¿Hay alguien ahí?                           | Cuatro               | Manuela                 | 1 episodio           |
| 2009                 | 90-60-90, diario secreto de una adolescente | Antena 3             | Silvia Comas            | 8 episodios          |
| 2010                 | Qué vida más triste                         | laSexta              | Amaia                   | 1 episodio           |
| 2010                 | Amar en tiempos revueltos                   | La 1                 | Catherine               | 2 episodios          |
| 2011                 | Los Quién                                   | Antena 3             | Eva                     | 1 episodio           |
| 2011                 | La reina del sur                            | Telemundo            | Eugenia Alfarje Montijo | 10 episodios         |
| 2012                 | Fenómenos                                   | Antena 3             | Patricia                | 1 episodio           |
| 2015                 | Gym Tony                                    | Cuatro               | Melani Roca             | 1 episodio           |
| 2017-2019            | Allí abajo                                  | Antena 3             | Gotzone Abaroa          | 31 episodios         |
| 2023                 | ITXASO                                      | PR1MERAN             | Aintzane                | 8 episodios          |

### Programas de televisión
| Programas de televisión | Programas de televisión       | Programas de televisión | Programas de televisión |
| Año                     | Título                        | Cadena                  | Notas                   |
| ----------------------- | ----------------------------- | ----------------------- | ----------------------- |
| 1998-1999               | Easy Peasy                    | ETB                     | Presentadora            |
| 1999                    | KTM                           | ETB                     | Presentadora            |
| 2004                    | La noche... con Fuentes y cía | Telecinco               | Colaboradora            |
| 2005                    | Made in China                 | TVE                     | Comediante              |
| 2013                    | Splash! Famosos al agua       | Antena 3                | Concursante             |
| 2015                    | Amigas y conocidas            | TVE                     | Colaboradora            |
| 2015                    | La Alfombra Roja Palace       | TVE                     | Presentadora            |
| 2020                    | El cazador                    | TVE                     | Invitada                |
| 2023                    | 25 palabras                   | Telecinco               | Invitada                |
| 2023                    | Brigada Tech                  | La 1                    | Invitada                |
| 2023                    | Akelarre                      | ETB                     | Presentadora            |
| 2024                    | MasterChef Celebrity          | La 1                    | Concursante             |

## Teatro
- 19:30 (2010), de Adolfo Fernández y Ramón Ibarra.
- Nunca es fácil (2006-2007), de Nancho Novo.
- El tomatazo (2001)
- Emociones abstractas (1998), de Lourdes Villagrán.
- Tres, Juan Carlos Rubio. (2013)
- Némesis, Guillermo Lanza. (2011)
- Te elegiría otra vez, Sara Escudero. (2015)
- Espacio (2015), de David Marqués
- Todo sobre Vázquez (2016) de Jaime Palacios
- Redford & Newman. Dos hombres sin destino (2019) de Ángel Martín junto a Miki Nadal y Sinacio
- El club de los tarados (2019) monólogos inclusivos.
- Vaya Pack de Vascos (2021) monólogos junto a Víctor Amilibia.

## Vida privada
Desde 2008 hasta 2020 mantuvo una relación sentimental con el actor sevillano Jesús Olmedo.

## Promo
- MTV awards (2002), con Sara Montiel.